# Breganze Vespaiolo superiore
Il Breganze Vespaiolo superiore è un vino DOC la cui produzione è consentita nella provincia di Vicenza.

## Caratteristiche organolettiche
- colore: da paglierino a dorato piuttosto carico
- odore: profumo intenso di fruttato, caratteristico
- sapore: pieno, fresco, con o senza presenza gradevole di legno

## Produzione
Provincia, stagione, volume in ettolitri
- nessun dato disponibile